# 环境局 (英格兰)
环境局（Environment Agency；EA）是英国的一个非政府部門公共機構，由英國政府的环境、食品和乡村事务部赞助、依照《1995年环境法令》成立于1996年，辖区仅包括英格兰，威尔士在2013年前也由其旗下的威尔士环境局管理，但之后并入威尔士自然资源局。苏格兰则为苏格兰环境保护局。
环境局总部位于布里斯托尔，具体职责为洪水管控、土地和水污染监管以及环境保护。 